# Ariadna mbalensis
Espèce
Ariadna mbalensis est une espèce d'araignées aranéomorphes de la famille des Segestriidae.

## Distribution
Cette espèce est endémique d'Angola.

## Étymologie
Son nom d'espèce, composé de mbal[e] et du suffixe latin -ensis, « qui vit dans, qui habite », lui a été donné en référence au lieu de sa découverte, le rio Mbalé.

## Publication originale
- Lessert, 1933 : Araignées d'Angola. Résultats de la Mission scientifique suisse en Angola 1928-1929. Revue suisse de zoologie, vol. 40, no 4, p. 85-159.